# 더 원티드
더 원티드(The Wanted)은 2009년 결성된 영국의 보이 밴드이다.

## 디스코그래피
스튜디오 음반
- The Wanted (2010)
- Battleground (2011)

EP
- The Wanted (2012)